# Robert Semple
Robert Semple, (Boston, Massachussets, 1766-1816) fue un escritor.  

## Biografía
Escritor entre otras obras una sobre literatura de viajes denominada Observations on a Journey through Spain and Italy to Naples, and thence to Smyrna and Constantinople, primera edición en Londres, en 1805; la segunda edición en Londres, en 1807.
Fue autor Robert Semper de Mapa de las carreras de postas de España, en Observations on a journey through Spain and Italy to Naples; v, Londres,  1808.
Asimismo publicó A Second Journey in Spain in the Spring of 1809 etc. Londres, 1809 y una Segunda edición en la misma ciudad en 1812. 
El escritor se sorprendió gratamente de que en los pueblos de España, antes de desmontar de la cabalgadura ya había recibido numerosas invitaciones de vecinos para pasar la noche en sus casas.